# Undorosaurus gorodischensis
L'undorosauro (Undorosaurus gorodischensis) è un rettile marino estinto, appartenente agli ittiosauri. Visse nel Giurassico superiore (Titoniano, circa 150 - 145 milioni di anni fa) e i suoi resti fossili sono stati ritrovati in Russia.

## Descrizione
Questo animale è noto principalmente per uno scheletro conservato tridimensionalmente, con tanto di cranio parziale. I fossili permettono di ricostruire un tipico ittiosauro specializzato, affine ad altri generi come Ophthalmosaurus. Il cranio era dotato di un rostro allungato ma robusto, dotato di una dentatura costituita da elementi grandi, forti e acuminati. Come tutti gli ittiosauri, Undorosaurus era dotato di quattro arti trasformati in strutture simili a pagaie. 

## Classificazione
Questo animale è stato descritto per la prima volta nel 1999, sulla base di fossili ritrovati nella zona di Gorodische, nella provincia di Ul'yanovsk in Russia. Undorosaurus venne inizialmente attribuito a una nuova famiglia di ittiosauri (Undorosauridae), ma successivamente uno studio di Maisch e Matzke (2000) ha addirittura incluso Undorosaurus all'interno del genere già noto Ophthalmosaurus. Altri studi, tuttavia, hanno escluso una sinonimia, soprattutto sulla base di differenze nella dentatura: Undorosaurus possedeva denti molto più grandi e robusti di quelli di Ophthalmosaurus. Inoltre Undorosaurus possedeva un ischio-pube non completamente fuso. Attualmente Undorosaurus è considerato un membro dei platipterigiini, un gruppo di oftalmosauridi solitamente di grandi dimensioni.